# Celsiushuset

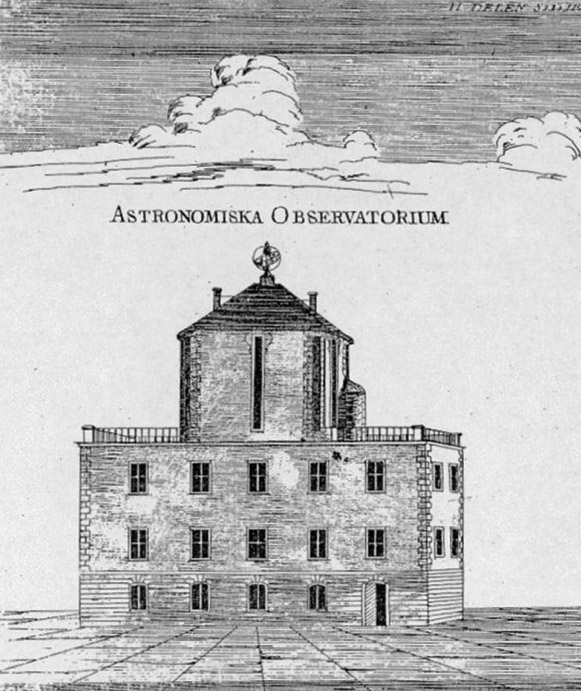
Celsiushuset nel 1769, incisiione di Fredrik Akrel in Utkast till beskrifning om Upsala.

Celsiushuset è un edificio storico in Uppsala, situato in Svartbäcksgatan 7–11. Inizialmente costruito come casa medievale, era situato lungo una strada non più esistente, motivo per il quale la facciata dell'edificio non è allineata all'odierna Svartbäcksgatan. Tra il 1738 e il 1741 venne ristrutturato e divenne sede dell'Osservatorio astronomico di Uppsala. L'edificio è proprietà di Uppsala Akademiförvaltning, che gestisce edifici e monumenti collegati alla storia dell'Università di Uppsala, ed è attualmente in uso come edificio commerciale, collegato alla galleria commerciale S:t Per.

## Storia
Inizialmente in uso nel medioevo come själgård, ospizio finanziato tramite donazioni e operato dalla chiesa di San Pietro (S:t Pers kyrka), offriva un tetto e cure a poveri anziani. Nel XVI secolo i själgård vennero smantellati come parte della Riforma protestante durante il regno di Gustavo I di Svezia. Nel 1738 il lotto venne acquistato da Anders Celsius e ristrutturato con un progetto di Carl Hårleman. Completato nel 1741, divenne la sede dell'Osservatorio astronomico di Uppsala. Verso la fine del XVIII secolo altri edifici vennero construiti nei dintorni, rendendolo inadatto all'uso astronomico. L'osservatorio venne trasferito presso Observatorieparken nel 1853, nell'anno seguente l'edificio venne venduto, e la torre sul tetto venne demolita nel 1857.
Dal 1854 il piano terra ospitò una farmacia, e tra il 1855 e il 1865 i due piani superiori vennero usati da Södermanlands-Nerikes nation, che tra il 1855 e il 1857 subaffittò parte dello spazio al coro maschile dell'università, Orphei Drängar, che lo impiegò per le prove. Tra il 1865 e il 1877 i locali ai piani superiori vennero usati da Gästrike-Hälsinge nation, e successivamente vennero usati a scopo abitativo o rimasero inutilizzati. Tra il 1915 e il 1920 il terzo piano venne usato dalla chiesa pentecostale, e successivamente tra gli anni 1920 e 1960 vi ebbero sede associazioni sportive, prima IK Sirius e poi IF Vesta. Negli anni 1960 l'edificio venne ristrutturato, e nel 1971 venne acquistato nuovamente dall'Università di Uppsala.